# WCW Mayhem (jeu vidéo)
WCW Mayhem est un jeu vidéo de catch professionnel commercialisé par Electronic Arts. Premier jeu vidéo WCW développé par Electronic Arts, il est commercialisé sur consoles PlayStation et Nintendo 64 en 1999 et sur console portable Game Boy Color l'année suivante.
Le jeu était très attendue, mais après sa sortie, il a été négativement critiqué. Le jeu a été hautement et négativement critiqué pour son manque de détection de collision et de mouvements divers. En plus, beaucoup ressentaient que de créer un catcheur était plus qu'un calvaire. Le commentaire a été décrit par la plupart comme meilleur que les jeux de la WWE.

## Système de jeu
Mayhem est le premier jeu à comprendre les douze pay-per-views de la WCW ainsi que les trois émissions majeures de la WCW incluant Nitro, Thunder, et Saturday Night. Il s'agit également du premier jeu de catch, commercialisé aux États-Unis, à inclure l'environnement des vestiaires, un point qui sera étendu dans le l'opus suivant WCW Backstage Assault ; également le premier à intégrer des commentaires audio de Bobby Heenan et Tony Schiavone (en). De plus, il comprend un Rey Mysterio Jr. sans masque ainsi qu'un mode Pay-Per-View unique par rapport aux autres jeux, dans lequel le joueur peut entrer un code pour débloquer des affiches réelles de pay-per-view ; ces codes étaient donnés à WCW Monday Nitro diffusé la semaine avant le pay-per-view. Cependant, ceci ne durait que trois mois, comme le jeu n'était plus à jour avec tous les départs des catcheurs de la fédération.

## Développement
La promotion du jeu s'est très fortement inspirée sur les programmes télévisés de la WCW, avec des clips dans lesquels des catcheurs y faisaient la promotion, dont Goldberg qui, par ailleurs, figure sur la pochette du jeu. Suivant le peu de succès de la série des jeux vidéo WCW, la World Wrestling Federation (WWF), société compétitrice face à la WCW, met fin à un partenariat de douze ans avec Acclaim Entertainment en engageant un contrat avec THQ. Ne souhaitant pas partager le même éditeur que la WWF, la WCW achève son contrat avec THQ puis signe chez Electronic Arts en 1999.
Une suite au jeu, intitulée WCW Mayhem 2 était prévue initialement prévue sur console PlayStation 2 en 2001. Le jeu devait être développé par Aki Corporation, les développeurs des opus WCW et WWF pour la Nintendo 64. Cependant, comme la WCW était rachetée par la WWF, le jeu était annulé. Le travail sur ce jeu était en réponse à l'échec de WCW Backstage Assault.

## Personnages
Steve McMichael et Chris Jericho étaient présents dans le jeu bien qu'ayant quitté la WCW quelques mois plus tôt. Dans les versions Nintendo 64 et PlayStation, le roster est divisé en plusieurs factions: WCW, nWo Hollywood, nWo Wolfpac, Four Horsemen, Cruiserweights, et Hardcore. La plupart des catcheurs n'appartenant pas à une faction propre étaient placés dans la catégorie « hardcore ».

## Accueil
Mayhem est moyennement voir négativement accueilli par l'ensemble des critiques et rédactions. Le jeu a été hautement critiqué pour son manque de détection de collision et de mouvements divers, mais les graphismes et l'audio ont été très bien accueilli. Rotten Tomatoes attribue au jeu une moyenne de 58 %, et Metacritic de 60 %. Frank Provo du site GameSpot lui attribue un 6,7 sur 10 notant que « WCW Mayhem marque une entrée respectable chez EA dans le royaume des titres de catch sur console portable. »